# Tripwire Interactive
Tripwire Interactive, LLC is een Amerikaanse computerspelontwikkelaar uit Roswell, Georgia, in februari 2005 opgericht door leden van het team dat de total conversion Red Orchestra voor het spel Unreal Tournament 2004 heeft ontwikkeld.
De Red Orchestra: Combined Arms-mod won fases II, III en IV en de grote hoofdprijs in Nvidia's "$1,000,000 Make Something Unreal"-competitie. Deze hoofdprijs bevatte onder andere licenties voor Unreal Engine 2.5 en Unreal Engine 3.0 en een bedrag aan dollars. 
Uit de Unreal Engine 2.5 licentie ontwikkelde Tripwire Interactive hun eerste retailcomputergame genaamd Red Orchestra: Ostfront 41-45, die wordt uitgegeven sinds 14 maart 2006 over het distributieplatform Steam van de Valve Software Corporation. In Amerika en verschillende andere landen is ook een "boxed version" uitgegeven. Red Orchestra is een first-person shooter en speelt zich af in de Tweede Wereldoorlog, aan het oostfront.

## Spellen

### Spellen ontwikkeld door Tripwire Interactive
Dit is de lijst van spellen die zijn ontwikkeld door Tripwire Interactive.
| Release | Titel                                 | Platform                      |
| ------- | ------------------------------------- | ----------------------------- |
| 2006    | Red Orchestra: Ostfront 41-45         | Linux, OS X, Windows          |
| 2009    | Killing Floor                         | Linux, OS X, Windows          |
| 2011    | Red Orchestra 2: Heroes of Stalingrad | Windows                       |
| 2012    | Rising Storm                          | Windows                       |
| 2016    | Killing Floor 2                       | Linux, PlayStation 4, Windows |
| 2017    | Rising Storm 2: Vietnam               | Windows                       |
| 2017    | Killing Floor: Incursion              | HTC Vive, Oculus Rift         |

### Spellen uitgegeven door Tripwire Interactive
Dit is de lijst van spellen die zijn uitgegeven door Tripwire Interactive. Spellen die ook door hen zijn ontwikkeld zijn hier niet in opgenomen.
| Release | Titel      | Ontwikkelaar      | Platform(s)                      |
| ------- | ---------- | ----------------- | -------------------------------- |
| 2009    | Zeno Clash | ACE Team          | Windows, Xbox Live Arcade        |
| 2010    | The Ball   | Teotl Studios     | Windows                          |
| 2011    | Dwarfs!?   | Power of Two      | Windows                          |
| 2020    | Maneater   | Blindside Studios | Windows, Xbox One, Playstation 4 |